# Agenția Spațială Română
Agenția Spațială Română sau Romanian Space Agency (prescurtat ROSA) este o instituție publică din România cu finanțare extrabugetară care coordonează la nivel național programele de cercetare în tehnologia spațială și activitățile legate de cercetarea spațiului începând cu anul 1991. Aceasta se află în subordinea Ministerului Educației și Cercetării, parte a Autorității Naționale pentru Cercetare Științifică (ANCS).
Ca reprezentant al Guvernului, Agenția Spațială Română stabilește acorduri de cooperare cu organizațiile internaționale, cum ar fi Agenția Spațială Europeană (European Space Agency - ESA) și Comitetul pentru cercetări spațiale (Committee on Space Research - COSPAR), precum și acorduri bilaterale de cooperare. Alături de Ministerul Afacerilor Externe, ROSA reprezintă România la sesiunile Comitetului Națiunilor Unite pentru Utilizarea în scopuri pașnice a spațiului extraatmosferic (United Nations Committee on the Peaceful Use of Outer Space - COPUOS) și la subcomitetele acestuia.
Agenția Spațială Română desfășoară și propriile proiecte de cercetare prin ROSA Research Center Arhivat în 23 iulie 2014, la Wayback Machine..

## Istoric
România este cunoscută ca una dintre țările cu tradiție aerospațială și posedă calitățile necesare pentru sprijinirea eforturilor în această direcție. De-a lungul istoriei sale s-au remarcat personalități, cum ar fi:
- Conrad Haas, care a construit rachete multietajate cu stabilizatori delta în 1529 la Sibiu
- Traian Vuia, proiectant și constructor al primului avion cu decolare autonomă în 1906
- Henri Coandă, proiectant și constructor al primului avion cu reacție în 1910
- Hermann Oberth, designer de rachete spațiale și "părinte al navigației spațiale"
- Elie Carafoli, care a avut contribuții în aerodinamică și științe spațiale; fost președinte al IAF

România a avut de-a lungul timpului o serie de companii cu profil aeronautic sau relevante pentru domeniul spațial, cum ar fi Aerostar, Avioane Craiova, Industria Aeronautica Română, Romaero și Societatea Pentru Exploatări Tehnice - iar azi mai mult de douăzeci de tipuri de aeronave sunt fabricate în România, unele bazate pe modele interne.
Datorită acestui patrimoniu, România are experiență în domeniul aplicațiilor spațiale, cum ar fi comunicațiile prin satelit, teledetecție, sisteme informatice geografice și sisteme globale de informație, poziționare și navigație. Din 1977 funcționează o stație Intelsat la sol în Cheia cu două antene de 32 m . România a contribuit la mai mult de treizeci de misiuni spațiale științifice și tehnologice în cadrul programului Interkosmos, inclusiv zborul lui Dorin-Dumitru Prunariu în cadrul misiunii Soyuz 40 în 1981.
Administrația publică împreună cu entități private din România sprijină activitățile spațiale ca element important și necesar în dezvoltarea socială, astfel incat in anul 1992 România a fost una dintre primele țări est-europene care a semnat un acord de cooperare cu ESA  în domeniul utilizării pașnice a spațiului cosmic, urmat de un acord-cadru cu ESA în anul 2006. România a contribuit prin co-investigatori la mai multe misiuni ESA precum Hershel, Planck, SOHO și Gaia.
Începând cu anul 2012 drapelul României este ridicat la sediile Agenției Spațiale Europene (ESA), după ce pe 22 decembrie 2011 România a devenit oficial al 19-lea stat membru ESA.
Odată cu aderarea României la ESA, se deschide cercetătorilor români, dar mai ales industriei românești, oportunitatea de a participa la misiunile ESA.
Pe durata a două decenii, Agenția Spațială Română (ROSA), pe baza propriilor eforturi de cercetare și consultanță, a devenit o organizație științifică și de înaltă tehnologie care coordonează, promovează și reprezintă activitățile naționale de cercetare și aplicații spațiale, aerospațiale și de securitate.

## Obiective

Logo alternativ

Principalul obiectiv al lui ROSA este crearea de condiții favorabile desfășurării activităților de cercetare-dezvoltare în domeniul spațial, de asemenea se ocupă de inițierea și coordonarea cercetării de bază și aplicative în domeniul spațial și aplicațiile în activitățile economice din telecomunicații, medicină, agricultură, silvicultură, protecția mediului, geologie, meteorologie etc.. ROSA asigură prezența activă a României la acțiuni internaționale  care conduc la progrese în domeniul spațial și la utilizarea în scopuri pasnice a spațiului cosmic, reprezentând, de asemenea, pe bază de mandat, Guvernul în relațiile care decurg din acordurile încheiate de România cu parteneri străini în probleme spațiale.

## Management
Președinte al Agenției Spațiale Române (ROSA) din anul 2004 și, totodată, director executiv al instituției începând cu 1995, Marius-Ioan Piso (n. 7 ianuarie 1954), doctor în fizică și cercetător de gradul I, coordonează dezvoltarea Agenției pe trei direcții strategice: trasarea și coordonarea implementării strategiei spațiale a României, reprezentarea țării la nivel național și internațional și continua dezvoltare de parteneriate, colaborări și relații bi- și multi-laterale, precum și implicarea Agenției în programe naționale și internaționale de cercetare și dezvoltare în domeniul spațial, aeronautic și de securitate.
De numele său se leagă înființarea Agenției Spațiale Române (ROSA) în 1991 și obținerea statutului acesteia de organizație independentă 4 ani mai târziu, fondarea Institutului de Științe Spațiale, dar și startul cooperării dintre România și Agenția Spațială Europeană (ESA). Preocuparea constantă pentru dezvoltarea cercetării și tehnologiei spațiale în România, precum și rezultatele obținute de-a lungul timpului de comunitatea științifică și tehnologică, adesea sub coordonarea sau îndrumarea sa, s-au concretizat cu aderarea țării la Agenția Spațială Europeană în ianuarie 2011.

## Componente

### Coordonare

#### Programul STAR
Programul de Cercetare, Dezvoltare și Inovare STAR – Tehnologie Spațială și Cercetare Avansată (Space Technology and Advanced Research) pentru perioada 2012-2019, aprobat prin Legea nr. 262/2011, reprezintă instrumentul prin care Ministerul Educației Naționale - Autoritatea Națională pentru Cercetare Științifică (ANCS) asigură, prin Agenția Spațială Română (ROSA) în calitate de organizație conducătoare a programului, suportul la nivel național pentru implementarea Acordului dintre România și Agenția Spațială Europeană (ESA), privind aderarea României la Convenția ESA.
În cadrul programului STAR au avut loc până în prezent două competiții.

#### Activități desfășurate în cadrul programelor naționale și internaționale

##### Programe naționale
- Coordonarea programului național CD-I AEROSPACE
- Coordonarea programului național CD-I SECURITY
- CEEX (11 proiecte coordonate și participarea la 7 în calitate de partener)
- CORINT (3 proiecte coordonate)
- INFOSOC (2 proiecte coordonate și participarea la 1 în calitate de partener)
- AMTRANS (1 proiect coordonat și participarea la 1 în calitate de partener)
- AGRAL (1 proiect coordonat)
- RELANSIN (1 proiect coordonat)
- PNCDI-I (10 proiecte coordonate și participarea la 8 în calitate de partener)
- PNCDI-II (10 proiecte coordonate și participarea la 10 în calitate de partener)

##### Programe internaționale
- Agenția Spațială Europeană (ESA)
- Al 6-lea program-cadru al Comisiei Europene CD-I
- Programe ale Națiunilor Unite
- Programe organizatioanale pentru Alimentație și Agricultură
- Programul PHARE (1)
- Colaborări bilaterale și multilaterale
- Participarea la consorții, rețele, platforme tehnologice

##### Afilieri naționale și internaționale
- Forumul Agențiilor Spațiale (1997)
- COSPAR (Committee for Space Research Internațional Council of Science) (1994) -  Secretariatul României
- Agenția Spațială Europeană (ESA) - reprezentant al României (1993 -)
- EURISY - membru (2000)
- Rețeaua Regională a Organizației Națiunilor Unite pentru Științe Spațiale și Tehnologie (1997)

##### Acorduri internaționale majore
- ESA: Stat european cooperant ESA (2006 - ) și PECS (2007-2011)[11]
- Franța: Acord cu Centre Național d'Etudes Spatiales - CNES (2000) în cadrul proiectului ADAM Arhivat în 28 aprilie 2015, la Wayback Machine.; acord cu CNES (2004) în cadrul misiunii spațiale COROT
- Italia: Acord de cooperare științifică semnat cu Consiliul Național de Cercetare al Italiei (Consiglio Nazionale delle Ricerche - CNR) în 2003
- NASA: Acord de înțelegere semnat în mai 2000[12]. Au fost derulate proiecte în telemedicina, agricultură și experimente de microgravitație pe Stația Spațială Internațională
- NASA: colaborarea pentru Alpha Magnetic Spectrometer pe Stația Spațială Internațională
- Azerbaijan: Acord de cooperare semnat în 2003 cu Agenția Națională Aerospațială din Azerbaijan
- Bulgaria: Acord de cooperare în explorarea și folosirea pașnică a spațiului cosmic, semnat în 2007 cu Agenția Aerospațială Bulgară
- Țările estice (Bulgaria, Republica Cehă, Grecia, Ungaria, Polonia, Slovacia, Turcia) - contribuții la Rețeaua Regională pentru Cercetare și Educație în Științe Spațiale și Tehnologie (sub auspiciile Națiunilor Unite)
- Ungaria: Acord de cooperare în domeniul spațial, semnat în 1998 cu Biroul Spațial din Ungaria
- Italia: Acord de cooperare semnat în 1998 cu Agenția Spațială Italiană

##### Experimentul românesc pe STS-133
Zborul final al navetei spațiale Discovery NASA - misiunea NASA STS-133 - a transportat către Stația Spațială Internațională un experiment românesc creat de Institutul de Științe Spațiale (ISS).
"Creșterea și supraviețuirea fungilor colorate în spațiu" (CFS-A) este un experiment conceput pentru a determina efectul microgravitației și a radiațiilor cosmice asupra creșterii și supraviețuirii speciilor de fungi colorate. Cercetătorii principali: Dumitru Hasegan, Institutul de Științe Spațiale, București.
Lansarea STS-133 a avut loc pe 24 februarie 2011. Pentru mai multe detalii vizitați pagina oficială a misiunii.

##### GOLIAT
Goliat este primul microsatelit artificial românesc, lansat pe 13 februarie 2012. Acesta a fost selectat pentru a fi lansat pe orbită cu racheta europenă Vega, aflată la primul zbor. Întreg sistemul a fost dezvoltat și conceput de ROSA în colaborare cu Institutul de Științe Spațiale și companiile BitNet și ELPROF, între 2005 și 2007. Microsatelitul este în formă de cub cu latura de 10 centrimetri și cu o greutate de un kilogram.
Misiunea Goliat a fost finanțată de Autoritatea Națională pentru Cercetare Științifică în cadrul programului național de Cercetare de Excelență și a avut un caracter educațional și experimental fiind primul microsatelit lansat în spațiu din cadrul unui program al ROSA.

##### RoBiSAT
RoBiSAT reprezintă a 2-a misiune spațială a României. Misiunea constă în lansarea a 2 microsateliți de tipu Cubesat 2U care vor fi lansați la sfârșitul anului 2016 pe Cygnus CRS7 . Aceștia ,numiți Robisat 1 și Robisat 2, au fost construiți la Măgurele la Institutul de Științe Spațiale . 

### Expertiză
ROSA este o organizație publică, finanțata integral pe bază de contracte; surse: contracte de cercetare și dezvoltare tehnologică, consultanta, cooperare internațională, management.

#### Expertiza națională
Atribute naționale:
- Acționează sub autoritatea guvernului român - Ministerul Educației Naționale (1995)
- Raportează către Sub-comisia pentru Spațiu Arhivat în 4 iulie 2014, la Wayback Machine. - Parlamentul României Arhivat în 23 septembrie 2010, la Wayback Machine. (2007)
- Președinte executiv pentru Consiliul Inter-Ministerial pentru cercetare în domeniul securității (2004) și Grupul de experți din inter-agenția INSPIRE
- Cooperare inter-agentii: Ministerul Apărării Naționale, Ministerul Afacerilor Externe, Ministerul Agriculturii și Dezvoltării Rurale Arhivat în 21 iulie 2014, la Wayback Machine., Ministerul Afacerilor Interne Arhivat în 22 iulie 2014, la Wayback Machine., Ministerul Comunicațiilor si Societății Informaționale, Serviciul Român de Informații
- Autoritate de contract și PMU pentru programele naționale de cercetare în domeniile Spațial, Aeronautică, Securitate (1995-2008)
- Componentă a Comitetului Național de Situații de Urgență (2000)
- Autoritatea de Certificare Naționala pentru infrastructuri informaționale GRID (2006)
- Structura organizaționala cu securitate certificată autorizată să stabilească centre de cercetare și dezvoltare orientate pe obiective specifice ale Planului de cercetare și dezvoltare tehnologică din România

#### Expertiza internațională

##### Atribute internaționale
ROSA este reprezentantul național desemnat pentru:
- Agenția Spațială Europeană (ESA) - prin Legile 40/1993 și 01/2007 (1992 - p)
- Națiunile Unite - Comitetul pentru utilizarea în scopuri pașnice a spațiului extra-atmosferic (COPUOS) - prin mandat de la Ministerul Afacerilor Externe (1994 - p)
- Consultant pentru Consiliul de Spațiu UE  / Politica Spațială Europeană
- CE - FP6 - AEROSPACE PC (2001-2006)
- CE - FP7 - SPACE PC, SECURITATE CERCETARE PC, TRANSPORTS PC (Aeronautică și Galileo)
- Autoritatea de Supraveghere a EC - GNSS (GSA), Consiliul consultativ GMES (GAC) (2007) - CE
- INSPIRE - prin mandat de la Ministerul Educației și Cercetării (2005 - p)
- COSPAR - ICSU - Secretariatul Național (1994 -)
- GEO - reprezentant Principal
- NATO - Comitetul științific "Știința pentru Pace și Securitate" (2004 - p)
- NATO - RTO Grupul consultativ SPACE ST (SSTAG) (2005 - - p)
- Agențiile spațiale: NASA, CNES (Agenția spațială franceză), Rusia Roskosmos (negocieri), Ungaria, Bulgaria, Azerbaidjan.
- Acorduri bilaterale, membru în organizații internaționale și/sau reprezentant: COSPAR, IAF, IAA, EURISY, ACARE, EREA, ASD, EDA și altele
- Acorduri bilaterale cu organizații de cercetare

##### Aderarea la ESA
Primul acord dintre România și Agenția Spațială Europeană (ESA) a fost semnat în anul 1992,  urmat în 1999 de Acordul România-ESA privind cooperarea în exploatarea și folosirea pașnică a spațiului. Din 2007 România contribuie la bugetul ESA ca Stat European Cooperant (PECS), statut ratificat prin Legea nr. 1/2007.
Incepând cu 22 decembrie 2011, România a devenit cel de-al 19-lea stat membru al Agenției Spațiale Europene.
O etapă importantă în procesul de aderare a constat în desfășurarea unui audit tehnologic asupra entităților relevante din România (institute, centre de cercetare, companii industriale și IMM-uri) care dețin capabilități tehnologice spațiale. Auditul a fost realizat de ESA, pornind de la un eșantion de 130 de entități, pentru 50 dintre acestea organizându-se vizite tehnice și interviuri.
Statutului de stat membru cu drepturi depline al Agenției Spațiale Europene  permite accesul organizațiilor din România, în aceeași măsură cu cele din țările membre ESA, la toate programele derulate, aceasta constituind un important transfer de tehnologie și deschiderea unei piețe de înaltă tehnologie. De asemenea, proprietatea intelectuală este menținută la nivel național, cu rol important în stabilitatea competenței în țară.

### Cercetare

#### ROSA Research Center
Centrul de Cercetare ROSA Arhivat în 23 iulie 2014, la Wayback Machine. (ROSA Research Center - RRC)  a fost organizat în 1998 ca o entitate reprezentată legal de ROSA, reunind toate capacitățile de cercetare într-un management unic. Un alt pas au fost acordurile comune încheiate cu CRUTA - Centrul Român pentru aplicații de teledetecție în agricultură - un laborator pentru IMM-uri organizat inițial ca o ramură independentă a ISPIF (Institutul de Cercetare și Dezvoltare pentru utilizarea terenurilor). Un alt acord a fost încheiat cu Institutul de Științe Spațiale din București. Începând cu anul 2001, RRC a fost selectat de către Ministerul Educației și Cercetării ca un Centru de Excelentă în Aplicații Spațiale.
Domeniile de cunoștințe în știința și tehnologie dezvoltate de RRC sunt: dinamica spațială, în special sateliți mici și sisteme captive, fluide magnetice și compozite magneto-fluide; recuperare de date de observare a Pământului (teledetecție) prin satelit, prelucrare, algoritmi și dezvoltare de software, dezvoltare de aplicații; integrare de sisteme informatice spațiale, Sistemul Globale de Navigație prin Satelit și tehnologie spațială de management și securitate a riscului.
RRC a dezvoltat, începând cu anul 2003, proiecte de cercetare și dezvoltare care vizează strategia națională, precum și dezvoltarea tehnologică în domeniul GNSS. Unul dintre ultimele proiecte, "Capacitate, infrastructură și aplicații pentru GNSS-GALILEO", se adresează direct problemei de extindere a EGNOS în Europa de Est prin dezvoltarea infrastructurii.

#### Rezultate ale activității de cercetare
Rezultatele activitatilor de cercetare au fost utilizate pentru dezvoltarea de sisteme și servicii dedicate unui anumit beneficiar (sisteme de informare, consultanță, educație):
- Servicii de consultanță privind satelitii și aplicațiile de navigație inerțiale (aerospațiu și GIS)
- Servicii de control al calitatii pentru implementarea LPIS (Land Plot Identification System - Sistem de identificare a terenului) pentru subventii agricole
- Sisteme informationale de consultanta pentru IMM-uri
- Software Educațional pentru teledetecție prin satelit și monitorizare de specialitate în caz de dezastru  (Agenția Spațială Europeană)
- Sistem de control pilot pentru Prahova SIPA
- Servicii de informații geografice prin teledetecție prin satelit (Ministerul Apelor, Pădurilor și Mediului)
- Sisteme de comunicare prin satelit și servicii de comunicații de date (IMM-uri)
- Servicii de consultanță cu privire la industrie (Agenția Spațială Europeană)
- Model experimental de nanosatelit GOLIAT (prototip)
- Servicii de instruire, cercetare și misiuni geospațiale militare și civile (Academia Tehnică Militară)
- Infrastructuri de date spațiale pentru aplicații de mediu (METEO)
- Infrastructura națională în navigarea prin satelit (IMM-uri)
- Modelul demonstrativ pentru formarea de vehicule aeriene fără pilot
- Modelul demonstrativ pentru formarea de nanosateliti
- Software profesional cu componente educaționale pentru simulare numerică a fluxurilor în aerodinamica (universități, IMM-uri)

## ESERO Romania
Lansat în cadrul “Romanian Space Week 2014”, o conferință științifică anuală organizată de ROSA, ESERO România este o urmare a unui parteneriat între Agenția Spațială Europeană (ESA) și Agenția Spațială Română, și se alătură unei rețele europene prezente la momentul actual în 10 țări de pe continent.
ESERO este un proiect inițiat de către ESA cu scopul de a folosi fascinația pe care o prezintă domeniul spațial pentru a încuraja predarea și învățarea de materii STEM (Science, Technology, Engineering, Mathematics) în școlile europene primare și secundare. Prin acest centru, ROSA și ESA doresc să răspundă nevoilor educaționale specifice din România, astfel încât tinerele generații să fie încurajate către o carieră din domeniile STEM.

## Evenimente

### 2014
Conferința științifică anuală „Romanian Space Week”, Mai 2014 
Agenția Spațială Română (ROSA) a orgaizat în perioada 12-16 mai conferința științifică anuală „Romanian Space Week”, ediția 2014 (RSW 2014). Evenimentul a fost dedicat prezentării stadiului de implementare a proiectelor finanțate în cadrul Programului de Cercetare, Dezvoltare și Inovare pentru Tehnologie Spațială și Cercetare Avansată — STAR, al cărui principal scop este îmbunătățirea competitivității industriale a României în cadrul programelor Agenției Spațiale Europene.
Conferința ESA-EUSC-JRC 2014 — Explorarea și Extragerea Informației din Imagini Satelitare: Era Misiunilor Sentinels Arhivat în 27 iulie 2014, la Wayback Machine.', București, Martie 2014 
Agenția Spațială Română (ROSA) împreună cu Universitatea Politehnică din București (UPB) au găzduit între 5 și 7 martie 2014 cea de-a IX-a conferință ESA-EUSC-JRC 2014 — Explorarea și Extragerea Informației din Imagini Satelitare: Era Misiunilor Sentinels. Evenimentul s-a adresat agențiilor spațiale europene și organizațiilor, industriei aerospațiale, centrelor de cercetare, companiilor cu valoare adăugată și furnizorilor de servicii.

### 2013
Cea de-a 29-a întâlnire EUGridPMA, Septembrie 2013
Agenția Spațială Română (ROSA) a organizat în perioada 9 - 11 septembrie 2013, cea de-a 29-a întâlnire a European Grid Policy Management Authority (EUGridPMA). European Grid Policy Management Authority este o organizație internațională ce coordonează autentificarea folosind certificate digitale în domeniul e-Science în Europa și, împreună cu Asia-Pacific Grid Policy Management Authority și The Americas Grid Policy Management Authority, alcătuiește Internațional Grid Trust Federation.
Cea de-a doua conferință IAA privind sistemele spațiale ca infrastructuri critice Arhivat în 22 februarie 2014, la Wayback Machine., August 2013 
Între 29 și 30 august 2013, Agenția Spațială Română (ROSA) împreună cu Academia Internațională de Astronautică (IAA) au organizat cea de-a doua Conferință privind sistemele spațiale ca fiind infrastructuri critice. Evenimentul a avut loc la Hotelul Golden Tulip din Mamaia, Marea Neagră, România. Conferința și-a propus să exploreze măsura în care depindem de sateliți pentru susținerea infrastructurii critice și pentru a duce o viață modernă și mobilă.
Conferința științifică anuală a Programului “Tehnologie Spațială și Cercetare Avansată - STAR”, Iunie 2013
Agenția Spațiala Româna (ROSA), în calitate de organizație coordonatoare a Programului de Cercetare, Dezvoltare și Inovare — “Tehnologie Spațiala și Cercetare Avansată” STAR a organizat în perioada 26-27 iunie 2013 conferința științifică anuală dedicată prezentării stadiului de implementare a proiectelor finanțate în cadrul competiției pentru proiecte C1-2012.
ESA, ASTRIUM și Thales Alenia Space au prezentat la București oportunitățile de participare la programul ARTES 14 (Advanced Research în Telecommunications Systems Arhivat în 25 iulie 2014, la Wayback Machine.), Aprilie 2013 
Agenția Spațială Română (ROSA) a organizat o sesiune de informare cu privire la programul ESA dedicat noii generații de platforme Neosat — ARTES 14 (Advanced Research în Telecommunications Systems). La eveniment au participat atât reprezentați ESA, cât și ai prim-contractorilor ASTRIUM, subsidiară a EADS (European Aeronautic Defence and Space Company) și Thales Alenia Space.
Ședința de informare a avut drept scop evaluarea posibilităților, capabilităților și a interesului de implicare a organizațiilor din România în programul ARTES 14, precum și o mai bună înțelegere a aspectelor generale și specifice legate de acest program.
Conferința “GMES - Copernicus, Programul European de Monitorizare a Terrei: beneficiile sale pentru cetățenii din Europa de Est”, Mai 2013
Agenția Spațială Română, Agenția Spațială Europeană, Comisia Europeană și EURISY au organizat împreună cea de-a doua ediție a conferinței GMES COPERNICUS, dedicată statelor din Europa de Est membre ale Uniunii Europe.
Conferința a avut loc la București, pe 21 și 22 mai 2013. Încă de la prima sa ediție din 2012, obiectivul principal al conferinței a fost de a evidenția oportunitățile oferite de COPERNICUS mai ales pentru noile state membre UE din Europa de Est.

### 2012
PLEIADES: O nouă dimensiune de imagistica prin satelit, octombrie 2012
Organizat de către Agenția Spațială Române (ROSA), împreună cu Astrium Geo Services, cu Facultatea de Îmbunătățiri Funciare și Inginerie a Mediului din București, cu Universitatea de Tehnică Militară din București și Tradsym Consult, evenimentul a prezentat caracteristicile noii constelații Pleiadelor-SPOT, precum și aplicații dezvoltate de cercetătorii români, pe baza bazei de date de imagini oferite de SpotImage-Astrium Geo Services.
Workshop de explorare cu Diaspora Stiințifică Românească Arhivat în 14 iunie 2014, la Wayback Machine. pe tema "Spațiul - Știința, Tehnologie și aplicații", septembrie 2012 
Workshop-ul a reunit oameni de știință români care lucrează în străinătate pentru a discuta despre aplicațiile spațiale rezultate din știință și tehnologie. Evenimentul a fost o parte a evenimentului "Diaspora în cercetarea științifică românească și în învățământul superior".
Prima conferinta IAA pe tema Space Systems as Critical Infrastructures Arhivat în 14 iulie 2014, la Wayback Machine., Septembrie 2012
Conferința a fost organizată de către Academia Internațională de Astronautică (the Internațional Academy of Astronautics - IAA) și Agenția Spațială Romană (ROSA), cosponsorizat de către Institutul Internațional de Drept Spațial (IISL), pe 6 și 7 septembrie 2012.
Școala de vară GEOSS - Remote Sensing of the Black Sea Marine Environment, August 2012
Agenția Spațială Română a organizat a patra ediție a Școlii de vara GEOSS Summer School: REMOTE SENSING OF THE BLACK SEA MARINE ENVIRONMENT.
Obiectivul acestei ediții a școlii de vară a fost de a dobândi cunoștințe privind actualele tehnici de teledetecție, date de observare a Pământului și viitori senzori de teledetecție, care pot contribui la monitorizarea evoluției mediului marin și a oceanografiei satelitare
GMES: Noi oportunități pentru Europa de Est, Mai 2012
Agenția Spațială Română (ROSA), împreună cu Agenția Spațială Europeană (ESA) și Comisia Europeană (CE) a organizat Conferința "GMES: noi oportunități pentru Europa de Est", în perioada 3-4 mai 2012.
Workshop pe tema “Space Situational Awarenes”, Aprilie 2012
ROSA împreună cu Agenția de Cercetare de pe Tehnologii Militare a organizat un workshop pe tema "Space Situațional Awareness", unde au fost discutate programe ESA și NATO, precum și posibilitatea de a dezvolta o facilitate româneasca la sol pentru NEO și observarea resturilor spațiale, pentru contribuții meteorologice spațiale în România, mobile de calcul de înaltă performanță ddicate aplicațiilor de gestionare a dezastrelor, etc..

### 2011
Școala de vară GEOSS: Advancing Earth Observation Data Understanding Crisis Management and Emergency Response, August 2011 
Agenția Spațială Română (ROSA) a organizat a 3-a ediție a Școlii de Vara GEOSS, parte a activităților de sprijinire a consolidării capacității de construcție a GEO în Observarea Pământului. Scopul principal a acestei ediții a școlii de vară a fost de a dobândi cunoștințe privind utilizarea actuală a datelor EO și tehnicile care contribuie la prevenirea, monitorizarea și evaluarea impactului dezastrelor naturale sau provocate de om și de situații de criză.
Al doilea Congres IAA de Apărare Planetară: De la Amenințare la Acțiune Arhivat în 26 iulie 2014, la Wayback Machine.
Academia Internațională de Astronautică a organizat al doilea congres ce are ca tema protejarea planetei împotriva impacturilor asteroizilor și cometelor în perioada 9 - 12 mai 2011 în București, România. Congresul de Apărare Planetară IAA 2011: Protejarea Pământului de Asteroizi, co-sponsorizat de Agenția Spațială Europeană (ESA) și de Aerospace Corporation, a reprezintat continuarea unui șir de trei conferințe asupra apărării planetare desfășurate în 2004 în Los Angeles, în 2007 în Washington, D.C., și în 2009 în Granada, Spania. Tema congresului a fost: “From Threat to Action” (De la Amenințare la Acțiune).
Conferinta "Perspective și provocări pentru politica spațială europeană" Arhivat în 12 august 2014, la Wayback Machine., Bruxelles, Septembrie 2011 
Obiectivul principal al conferinței a fost de a prezenta rezultatele proiectului, care constau în analize și recomandări cu privire la aspectele centrale ale Politicii Spațiale Europene. Acest lucru va oferi baza pentru o difuzarea publică a rezultatelor, cu scopul de a crea o înțelegere mai largă a importantei pe care o are spatiul pentru Uniunea Europeana, promovând astfel măsuri pentru a dezvolta și susține politica spațială europeană.